# 시미즈사와역
시미즈사와역(일본어: 清水沢駅)은 일본 홋카이도 유바리시에 위치한 홋카이도 여객철도 세키쇼 선 유바리 지선의 철도역이다. 역 번호는 Y23이며, 단선 승강장 1면 1선의 구조를 갖춘 지상역이다. 유바리 지선이 폐선되어서, 폐지되었다.

## 이용 현황
| 연도     | 1일 평균 | 연도     | 1일 평균 |
| -------- | -------- | -------- | -------- |
| 2000년도 | 48       | 2004년도 | 24       |
| 2001년도 | 45       | 2005년도 | 22       |
| 2002년도 | 32       | 2006년도 | 21       |
| 2003년도 | 35       | 2007년도 | 20       |

## 역 주변
- 국도 제452호선
- 유바리 시청 미나미 지소
- 유바리 시 소방본부

## 역사
- 1897년 2월 16일 : 홋카이도 탄광 철도 모미지야마 역 - 유바리 역 간에 신 역으로서 개업.
- 1906년 10월 1일 : 홋카이도 탄광 철도의 철도 노선 국유화에 의해, 일본국유철도로 이관.
- 1909년 10월 12일 : 일본국유철도 선로 명칭 제정에 의해, 유바리 선 소속으로 한다.
- 1911년 6월 1일 : 오유바리 탄광 전용 철도가 개업.
- 1947년 1월 16일 : 미쓰비시 광업 유바리 철도선 상호 운용에 의해 공동 사용역으로 한다.
- 1981년 10월 1일 : 유바리 선이 세키쇼 선으로 개칭. 세키쇼 선 지선으로 속한다.
- 1987년
  - 4월 1일 : 일본국유철도 분할 민영화에 의해, 홋카이도 여객철도가 승계. 또한, 미쓰비시 석탄 광업과 일본화물철도의 차급 화물의 연락역으로 한다.
  - 7월 22일 : 미쓰비시 석탄 광업 오유바리 철도 폐지. 같은 달 24일 JR 화물과의 연락 운수 폐지.
- 2004년 3월 7일 : 태블릿 폐색 취급 및 스태프 폐색 취급 폐지. 폐색 방식을 신유바리 - 유바리 간을 1폐색으로 하는 특수 자동 폐색으로 변경. 이것에 의해 운전 요원이 불필요하게 되, 종일 사원 배치부터 평일 · 토요일 낮 중에만 배치.
- 2015년 10월 1일 : 무인화.
- 2019년 4월 1일 : 유바리 지선 폐선으로 폐지

## 인접 역
| 홋카이도 여객철도 세키쇼 선 (유바리 지선) | 홋카이도 여객철도 세키쇼 선 (유바리 지선) | 홋카이도 여객철도 세키쇼 선 (유바리 지선) |
| ----------------------------------------- | ----------------------------------------- | ----------------------------------------- |
| Y 22 미나미시미즈사와 신유바리 방면       | ■ 유바리 지선                             | 시카노타니 Y 24 유바리 방면               |